# Iván Piris
Iván Rodrigo Piris Leguizamón (Itauguá, 10 marzo 1989) è un calciatore paraguaiano, difensore del Libertad e della nazionale paraguaiana.

## Carriera

### Club
Proveniente dalle giovanili del Cerro Porteño, si fa apprezzare nella Coppa Libertadores 2011 con la maglia del São Paulo.
Il 1º agosto 2012 passa alla società italiana della Roma, con la formula del prestito oneroso per 700 000 euro con diritto di riscatto fissato a 4 milioni, firmando un contratto quadriennale a 500.000 euro a stagione fino al 30 giugno 2017. Piris è il primo calciatore paraguaiano della storia a vestire la maglia della Roma. Il 26 agosto 2012, fa il suo esordio in Serie A nella gara casalinga contro il Catania, conclusasi 2-2. Al termine della stagione colleziona 29 presenze, ma non viene riscattato dai giallorossi
Il 5 settembre 2013 viene ceduto in prestito con diritto di riscatto allo Sporting Lisbona, dove però disputa solo sei partite.
Il 4 agosto 2014 viene ufficializzato il suo passaggio in prestito all'Udinese.
Il 17 luglio 2015 viene ufficializzato il suo passaggio a titolo definitivo all'Udinese firmando un contratto quinquennale.

### Nazionale
Ha fatto parte della Nazionale paraguaiana in occasione della Copa América 2011, persa in finale contro l'Uruguay (3-0).
Viene convocato per la Copa América Centenario del 2016 negli Stati Uniti, in sostituzione dell'infortunato Pablo César Aguilar.

## Statistiche

### Presenze e reti nei club
Statistiche aggiornate al 15 maggio 2017.
| Stagione             | Squadra              | Campionato           | Campionato | Campionato | Coppe nazionali | Coppe nazionali | Coppe nazionali | Coppe continentali | Coppe continentali | Coppe continentali | Altre coppe | Altre coppe | Altre coppe | Totale | Totale |
| Stagione             | Squadra              | Comp                 | Pres       | Reti       | Comp            | Pres            | Reti            | Comp               | Pres               | Reti               | Comp        | Pres        | Reti        | Pres   | Reti   |
| -------------------- | -------------------- | -------------------- | ---------- | ---------- | --------------- | --------------- | --------------- | ------------------ | ------------------ | ------------------ | ----------- | ----------- | ----------- | ------ | ------ |
| 2009                 | Cerro Porteño        | DP                   | 0          | 0          | -               | -               | -               | CS                 | 5                  | 0                  | -           | -           | -           | 5      | 0      |
| 2010                 | Cerro Porteño        | DP                   | 38         | 0          | -               | -               | -               | CS+CL              | 2+6                | 0                  | -           | -           | -           | 46     | 0      |
| 2011                 | Cerro Porteño        | DP                   | 14         | 0          | -               | -               | -               | CL                 | 14                 | 1                  | -           | -           | -           | 28     | 1      |
| Totale Cerro Porteño | Totale Cerro Porteño | Totale Cerro Porteño | 52         | 0          |                 | -               | -               |                    | 27                 | 1                  |             | -           | -           | 79     | 1      |
| 2011                 | São Paulo            | A1/SP+A              | 0+17       | 0+1        | CB              | 0               | 0               | CL                 | 4                  | 0                  | -           | -           | -           | 21     | 1      |
| 2012                 | São Paulo            | A1/SP+A              | 16+3       | 0+0        | CB              | 2               | 0               | -                  | -                  | -                  | -           | -           | -           | 21     | 0      |
| Totale São Paulo     | Totale São Paulo     | Totale São Paulo     | 16+20      | 1          |                 | 2               | 0               |                    | 4                  | 0                  |             | -           | -           | 42     | 1      |
| 2012-2013            | Roma                 | A                    | 29         | 0          | CI              | 3               | 0               | -                  | -                  | -                  | -           | -           | -           | 32     | 0      |
| 2013-2014            | Sporting Lisbona     | PL                   | 6          | 0          | CP+CdL          | 2+0             | 0               | -                  | -                  | -                  | -           | -           | -           | 8      | 0      |
| 2014-2015            | Udinese              | A                    | 31         | 0          | CI              | 1               | 0               | -                  | -                  | -                  | -           | -           | -           | 32     | 0      |
| 2015-2016            | Udinese              | A                    | 27         | 0          | CI              | 2               | 0               | -                  | -                  | -                  | -           | -           | -           | 29     | 0      |
| Totale Udinese       | Totale Udinese       | Totale Udinese       | 58         | 0          |                 | 3               | 0               |                    | -                  | -                  |             | -           | -           | 61     | 0      |
| 2016-2017            | Monterrey            | PD                   | 31         | 0          | CM              | 5               | 0               | CCL                | 3                  | 0                  | -           | -           | -           | 39     | 0      |
| Totale carriera      | Totale carriera      | Totale carriera      | 119        | 1          |                 | 4               | 0               |                    | 31                 | 1                  |             | -           | -           | 154    | 2      |

### Cronologia presenze e reti in nazionale
| Cronologia completa delle presenze e delle reti in nazionale ― Paraguay | Cronologia completa delle presenze e delle reti in nazionale ― Paraguay | Cronologia completa delle presenze e delle reti in nazionale ― Paraguay | Cronologia completa delle presenze e delle reti in nazionale ― Paraguay | Cronologia completa delle presenze e delle reti in nazionale ― Paraguay | Cronologia completa delle presenze e delle reti in nazionale ― Paraguay | Cronologia completa delle presenze e delle reti in nazionale ― Paraguay | Cronologia completa delle presenze e delle reti in nazionale ― Paraguay |
| Data                                                                    | Città                                                                   | In casa                                                                 | Risultato                                                               | Ospiti                                                                  | Competizione                                                            | Reti                                                                    | Note                                                                    |
| ----------------------------------------------------------------------- | ----------------------------------------------------------------------- | ----------------------------------------------------------------------- | ----------------------------------------------------------------------- | ----------------------------------------------------------------------- | ----------------------------------------------------------------------- | ----------------------------------------------------------------------- | ----------------------------------------------------------------------- |
| 3-7-2011                                                                | Santa Fe                                                                | Paraguay                                                                | 0 – 0                                                                   | Ecuador                                                                 | Coppa America 2011 - 1º Turno                                           | -                                                                       | 53’                                                                     |
| 20-7-2011                                                               | Mendoza                                                                 | Paraguay                                                                | 0 – 0 dts (5 – 3 dtr)                                                   | Venezuela                                                               | Coppa America 2011 - Semifinale                                         | -                                                                       |                                                                         |
| 24-7-2011                                                               | Buenos Aires                                                            | Uruguay                                                                 | 3 – 0                                                                   | Paraguay                                                                | Coppa America 2011 - Finale                                             | -                                                                       |                                                                         |
| 6-9-2011                                                                | San Pedro Sula                                                          | Honduras                                                                | 0 – 3                                                                   | Paraguay                                                                | Amichevole                                                              | -                                                                       |                                                                         |
| 7-10-2011                                                               | Lima                                                                    | Perù                                                                    | 2 – 0                                                                   | Paraguay                                                                | Qual. Mondiali 2014                                                     | -                                                                       | 54’                                                                     |
| 7-9-2012                                                                | Cordoba                                                                 | Argentina                                                               | 3 – 1                                                                   | Paraguay                                                                | Qual. Mondiali 2014                                                     | -                                                                       | 32’                                                                     |
| 12-10-2012                                                              | Barranquilla                                                            | Colombia                                                                | 2 – 0                                                                   | Paraguay                                                                | Qual. Mondiali 2014                                                     | -                                                                       |                                                                         |
| 17-10-2012                                                              | Asunción                                                                | Paraguay                                                                | 1 – 0                                                                   | Perù                                                                    | Qual. Mondiali 2014                                                     | -                                                                       |                                                                         |
| 14-11-2012                                                              | Luque                                                                   | Paraguay                                                                | 3 – 1                                                                   | Guatemala                                                               | Amichevole                                                              | -                                                                       |                                                                         |
| 6-2-2013                                                                | Asunción                                                                | Paraguay                                                                | 3 – 0                                                                   | El Salvador                                                             | Amichevole                                                              | -                                                                       |                                                                         |
| 22-3-2013                                                               | Montevideo                                                              | Uruguay                                                                 | 1 – 1                                                                   | Paraguay                                                                | Qual. Mondiali 2014                                                     | -                                                                       |                                                                         |
| 26-3-2013                                                               | Quito                                                                   | Ecuador                                                                 | 4 – 1                                                                   | Cile                                                                    | Qual. Mondiali 2014                                                     | -                                                                       | 38’ 58’                                                                 |
| 10-10-2014                                                              | Cheonan                                                                 | Corea del Sud                                                           | 2 – 0                                                                   | Paraguay                                                                | Amichevole                                                              | -                                                                       |                                                                         |
| 14-10-2014                                                              | Hangzhou                                                                | Cina                                                                    | 2 – 1                                                                   | Paraguay                                                                | Amichevole                                                              | -                                                                       | 46’                                                                     |
| 18-11-2014                                                              | Lima                                                                    | Perù                                                                    | 2 – 1                                                                   | Paraguay                                                                | Amichevole                                                              | -                                                                       | 84’                                                                     |
| 31-3-2015                                                               | Kansas City                                                             | Messico                                                                 | 1 – 0                                                                   | Paraguay                                                                | Amichevole                                                              | -                                                                       | 41’ 46’                                                                 |
| 16-6-2015                                                               | Antofagasta                                                             | Paraguay                                                                | 1 – 0                                                                   | Giamaica                                                                | Coppa America 2015 - 1º turno                                           | -                                                                       | 77’                                                                     |
| 20-6-2015                                                               | La Serena                                                               | Paraguay                                                                | 1 – 1                                                                   | Uruguay                                                                 | Coppa America 2015 - 1º turno                                           | -                                                                       |                                                                         |
| 27-6-2015                                                               | Concepción                                                              | Brasile                                                                 | 1 – 1 dts (3 – 4 dtr)                                                   | Paraguay                                                                | Coppa America 2015 - Quarti di finale                                   | -                                                                       |                                                                         |
| 30-6-2015                                                               | Concepción                                                              | Argentina                                                               | 6 – 1                                                                   | Paraguay                                                                | Coppa America 2015 - Semifinale                                         | -                                                                       |                                                                         |
| 13-11-2015                                                              | Lima                                                                    | Perù                                                                    | 1 – 0                                                                   | Paraguay                                                                | Qual. Mondiali 2018                                                     | -                                                                       | 18’                                                                     |
| 24-3-2016                                                               | Quito                                                                   | Ecuador                                                                 | 2 – 2                                                                   | Paraguay                                                                | Qual. Mondiali 2018                                                     | -                                                                       | 50’                                                                     |
| 28-5-2016                                                               | Atlanta                                                                 | Messico                                                                 | 1 – 0                                                                   | Paraguay                                                                | Amichevole                                                              | -                                                                       | 56’                                                                     |
| 23-3-2019                                                               | Harrison                                                                | Perù                                                                    | 1 – 0                                                                   | Paraguay                                                                | Amichevole                                                              | -                                                                       |                                                                         |
| 27-3-2019                                                               | Santa Clara                                                             | Messico                                                                 | 4 – 2                                                                   | Paraguay                                                                | Amichevole                                                              | -                                                                       | 46’                                                                     |
| 9-6-2019                                                                | Asunción                                                                | Paraguay                                                                | 2 – 0                                                                   | Guatemala                                                               | Amichevole                                                              | -                                                                       | 86’                                                                     |
| 19-6-2019                                                               | Belo Horizonte                                                          | Argentina                                                               | 1 – 1                                                                   | Paraguay                                                                | Coppa America 2019 - 1º turno                                           | -                                                                       | 56’                                                                     |
| 23-6-2019                                                               | Salvador de Bahia                                                       | Colombia                                                                | 1 – 0                                                                   | Paraguay                                                                | Coppa America 2019 - 1º turno                                           | -                                                                       |                                                                         |
| 27-6-2019                                                               | Porto Alegre                                                            | Brasile                                                                 | 0 – 0 (4 – 3 dtr)                                                       | Paraguay                                                                | Coppa America 2019 - Quarti di finale                                   | -                                                                       | 34’                                                                     |
| 5-9-2019                                                                | Kashima                                                                 | Giappone                                                                | 2 – 0                                                                   | Paraguay                                                                | Amichevole                                                              | -                                                                       |                                                                         |
| 13-10-2019                                                              | Bratislava                                                              | Slovacchia                                                              | 1 – 1                                                                   | Paraguay                                                                | Amichevole                                                              | -                                                                       |                                                                         |
| 19-11-2019                                                              | Riad                                                                    | Arabia Saudita                                                          | 0 – 0                                                                   | Paraguay                                                                | Amichevole                                                              | -                                                                       | 56’                                                                     |
| 31-8-2022                                                               | Atlanta                                                                 | Messico                                                                 | 0 – 1                                                                   | Paraguay                                                                | Amichevole                                                              | -                                                                       |                                                                         |
| 27-9-2022                                                               | Siviglia                                                                | Paraguay                                                                | 0 – 0                                                                   | Marocco                                                                 | Amichevole                                                              | -                                                                       |                                                                         |
| 20-11-2022                                                              | Fort Lauderdale                                                         | Colombia                                                                | 2 – 0                                                                   | Paraguay                                                                | Amichevole                                                              | -                                                                       |                                                                         |
| 7-9-2023                                                                | Ciudad del Este                                                         | Paraguay                                                                | 0 – 0                                                                   | Perù                                                                    | Qual. Mondiali 2026                                                     | -                                                                       | 78’                                                                     |
| 12-9-2023                                                               | Maturín                                                                 | Venezuela                                                               | 1 – 0                                                                   | Paraguay                                                                | Qual. Mondiali 2026                                                     | -                                                                       | 71’ 90+2’                                                               |
| Totale                                                                  |                                                                         | Presenze                                                                | 37                                                                      |                                                                         | Reti                                                                    | 0                                                                       |                                                                         |

## Palmarès

### Club

#### Competizioni nazionali
- Campionato paraguaiano: 6

Cerro Porteño: Apertura 2009
Libertad: Apertura 2021, Apertura 2022, Apertura 2023, Clausura 2023, Apertura 2024
- Copa Paraguay: 3

Libertad: 2019, 2023, 2024